# Litogona hyalops
Litogona hyalops är en mångfotingart som först beskrevs av Robert Latzel 1889.  Litogona hyalops ingår i släktet Litogona och familjen knöldubbelfotingar. Inga underarter finns listade i Catalogue of Life.